# Clementina (cràter)
Clementina és un cràter d'impacte en el planeta Venus de 4 km de diàmetre. Porta el nom d'un antropònim portuguès (d'origen francès, Clementine), i el seu nom va ser aprovat per la Unió Astronòmica Internacional el 2006.